# إليزابيث م. براين
إليزابيث ماري براين (بالإنجليزية: Elizabeth Mary Bryan)‏ (13 مايو 1942 - 21 فبراير 2008) طبيبة أطفال بريطانية، واختصت بالولادات المتعددة والتوائم.

## حياتها المبكرة
ولدت إليزابيث براين في ساوربي بريدج، غرب يوركشاير. وكانت الابنة الكبرى بين ثلاث أخوات ولدن للسير باول براين نائب من الحزب المحافظ والسيدة بيتي هويل أخصائية العلاج الطبيعي. زعمت إليزابيث أنها قررت أن تصبح طبيبة في السادسة من عمرها بعد أن شاهدت برنامجًا وثائقيًا عن أطفال أفارقة. تلقت تعليمها في دونكومب بارك في هيلمسلي، ثم انتقلت إلى مدرسة بنيندين في كينت. بدأت تدريبها الطبي في مستشفى سانت توماس الطبي في لندن. لكنها تركت دراستها لمدة عام كي ترعى والدتها، إذ كانت تعاني من اضطراب ثنائي القطب. تابعت تدريبها في مستشفى سكاربورو الحكومي، وحصلت على شهادة البكالوريوس في الطب والجراحة عام 1966.

## مسيرتها المهنية
تدربت براين طبيبة للأطفال في مستشفى يورك ومستشفى هامرسميث في لندن. ثم عادت إلى يورك في عام 1975 لتشغل منصب كبير الأطباء السريريين. بدأ اهتمامها في التوائم عام 1973، وذلك بعد أن ساعدت في توليد توأم، لكنهما كانا مصابين بمتلازمة نقل الدم الجنيني، أحدهما كان كبيرًا وأحمرًا والآخر صغيرًا وشاحبًا. ألهمها هذا الحدث للحصول على درجة أستاذ في الطب في عام 1977 بأطروحتها التي كانت تحت عنوان «مصل الجلوبيولين المناعي في الحمل التوأم مع إشارة خاصة إلى متلازمة نقل الدم الجنيني.» في عام 1978، ساهمت براين في تأسيس جمعية التوائم والولادات المتعددة ونشرت قواعد إرشادية للعاملين في مجال الرعاية الصحية حول إدارة الولادات المتعددة. عادت إلى لندن في عام 1979 حيث أصبحت طبيبة أطفال استشارية في مستشفى كوين شارلوت اند تشيلسي. وكانت زميل بحث أقدم ثم محاضرًا أقدم في كلية رويال بوست جراديويت الطبية حيث عملت حتى عام 1995.[4] وفي العام 1987، أنشأت عيادات متخصصة للتوائم في لندن، يورك وبيرمنجهام. استجابة لزيادة عدد حالات الولادات المتعددة الناجمة عن تزايد شعبية التلقيح الصناعي، وأنشأت براين الولادات المتعددة، وهي مؤسسة خيرية تعنى بتقديم الدعم لعائلات التوائم. في عام 1988، أطلقت حملة لتقليل عدد الأجنة التي تُزرع أثناء التلقيح الصناعي لتقليل عدد حالات الولادات المتعددة.
خلال مسيرتها المهنية، واجهت براين أكثر من 100 حالة توائم. وعندما تزوجت في عام 1978، حضر حفل زفافها 25 زوجًا من التوائم. ألفت وزوجها رونالد هيجنز، عالم بيئة ودبلوماسي، كتاب بعنوان «العقم: خيارات جديدة، معضلات جديدة (1995)» وتحدثا فيه عن تجاربهم غير الناجحة مع التلقيح الصناعي ومحاولات إنجاب الأطفال. كانت من أوائل من كتب عن علم النفس الفريد للتوائم الثنائية والثلاثية في كتابها «التوائم الثنائية والثلاثية وأكثر.»[2] وكانت من أوائل من درسوا الحزن الذي يشعر به التوأم إن مات أحدهما، وأنشأت عيادة لمساعدة الآباء المفجوعين بموت أبنائهم من التوائم.
كانت براين رئيسة لجمعية التوائم والولادات المتعددة من عام 1978 وحتى عام 1984، وكانت وصية في الجمعية حتى عام 1991. أدارت مؤسسة الولادات المتعددة منذ تأسيسها عام 1988 حتى 1998. انتُخبت رئيسة  للجمعية الدولية لدراسات التوأم في عام 1998 وشغلت المنصب حتى عام 2001.[5] كما انتُخبت زميلة في الكلية الملكية للأطباء في عام 1989. وكانت محاضرًا في طب الأطفال في كلية إمبيريال كوليدج الطبية من عام 1995 حتى تقاعدها في عام 2005.

## مشاكلها الصحية ووفاتها
في عام 1975، اكتشفت براين أنها تحمل طفرة جينية يسببها بروتين BRCA1، والذي يهيئ حامله للإصابة بسرطان المبيض والثدي. توفيت إحدى أخواتها بسرطان المبيض، بينما أُصيبت أخرى بسرطان الثدي. كإجراء احتياطي، قامت براين بإزالة مبيضيها واستئصال ثدييها في عام 1992. في النهاية تم تشخيصها بالمرحلة النهائية من سرطان البنكرياس  في عام 2005، وخضعت لعملية جراحية وعلاج كيميائي. في عام 2007، نشرت كتابًا بعنوان: غناء الحياة: قصة عائلة في ظل السرطان، تحدثت فيه عن تجربة عائلتها مع السرطان.توفيت بعدها بعام في 21 فبراير2008.